# VIII Армейские международные игры
VIII Армейские международные игры «АрМИ-2022» проходили с 13 по 27 августа 2022 года. Министерство обороны России пригласило к участию в играх 2022 года 100 стран. Но откликнулись лишь 38 стран: Абхазия, Азербайджан, Армения, Беларусь, Буркина-Фасо, Венесуэла, Вьетнам, Гвинея, Зимбабве, Индия, Иран, Казахстан, Камбоджа, Камерун, Республика Конго, Китай, Кыргызстан, Лаос, Мали, Марокко, Мозамбик, Монголия, Мьянма, Нигер, Нигерия, Никарагуа, Пакистан, Палестина, Россия, Руанда, Сирия, Судан, Таджикистан, Узбекистан, Эсватини, ЮАР, Южная Осетия.

## Участники

Страны-участницы игр 2022 года

### Вооружённые силы, ранее участвовавшие в АрМИ
- Абхазия
- Азербайджан
- Армения
- Беларусь
- Венесуэла
- Вьетнам
- Зимбабве
- Индия
- Иран
- Казахстан
- Китай
- Мьянма
- Пакистан
- Россия
- Сирия
- Узбекистан

### Дебют
- Руанда
- Боливия

### Наблюдатели
Примечание. Полужирным обозначены организаторы конкурса.

## Конкурсы
Число конкурсов по сравнению с VII Армейскими международными играми «АрМИ-2021» не изменилось и составило 34 конкурса (вместо конкурсов «Авиадартс» и «Чистое небо» появились конкурсы «Специальный рывок» и «Стальная магистраль». Ниже приведён полный список:
| Конкурс                           | Описание конкурса                                                          | Дата проведения              | Место проведения конкурса                                   | Количество стран | Участники конкурса | Призеры                                              |
| --------------------------------- | -------------------------------------------------------------------------- | ---------------------------- | ----------------------------------------------------------- | ---------------- | --- | ---------------------------------------------------- |
| Танковый биатлон                  | Соревнование среди танковых экипажей                                       | 13 августа — 27 августа 2022 | Московская область, полигон «Алабино»                       | 22               | Абхазия · Азербайджан · Армения · Беларусь · Венесуэла · Вьетнам · Зимбабве · Иран · Казахстан · Камбоджа · Кыргызстан · Китай · Лаос · Мали · Монголия · Мьянма · Россия · Сирия · Судан · Таджикистан · Узбекистан · Южная Осетия | Первый дивизион: Второй дивизион:                    |
| Суворовский натиск                | Соревнование экипажей боевых машин пехоты                                  | 13 августа — 27 августа 2022 | Китай, Синьцзян-Уйгурский автономный район, полигон «Корла» | 6                | Беларусь · Венесуэла · Зимбабве · Иран · Китай · Россия |                                                      |
| Снайперский рубеж                 | Соревнование снайперов                                                     | 13 августа — 27 августа 2022 | Иран, Венесуэла                                             | 13               | Абхазия · Азербайджан · Беларусь · Венесуэла · Вьетнам · Зимбабве · Индия · Иран · Китай · Мьянма · Пакистан · Россия · Узбекистан                                                                                                  | Дивизион «СВД»: Дивизион «Профессионал»:             |
| Десантный взвод                   | Соревнование десантных взводов                                             | 13 августа — 27 августа 2022 |                                                             |                  | | Команды на боевых машинах: Команды без боевых машин: |
| Морской десант                    | Соревнование подразделений морской пехоты                                  | 13 августа — 27 августа 2022 |                                                             |                  | |                                                      |
| Кубок моря                        | Соревнование экипажей надводных кораблей                                   | 13 августа — 27 августа 2022 |                                                             |                  | |                                                      |
| Глубина                           | Соревнование водолазов                                                     | 13 августа — 27 августа 2022 | Иран                                                        | 6                | Венесуэла · Индия · Иран · Китай · Россия · Сирия |                                                      |
| Мастера артиллерийского огня      | Соревнование миномётных расчетов                                           | 13 августа — 27 августа 2022 |                                                             |                  | |                                                      |
| Мастер-оружейник                  | Соревнование ремонтных взводов вооружения                                  | 13 августа — 27 августа 2022 |                                                             |                  | |                                                      |
| Уверенный прием                   | Соревнование подразделений связи                                           | 13 августа — 27 августа 2022 |                                                             |                  | |                                                      |
| Отличники войсковой разведки      | Соревнование групп войсковой разведки                                      | 13 августа — 27 августа 2022 |                                                             |                  | |                                                      |
| Открытая вода                     | Соревнования понтонно-переправочных подразделений                          | 13 августа — 27 августа 2022 |                                                             |                  | |                                                      |
| Безопасный маршрут                | Соревнование инженерно-саперных подразделений                              | 13 августа — 27 августа 2022 |                                                             |                  | |                                                      |
| Инженерная формула                | Соревнование экипажей машин инженерного вооружения                         | 13 августа — 27 августа 2022 |                                                             |                  | |                                                      |
| Безопасная среда                  | Соревнование экипажей радиационной, химической и биологической разведки    | 13 августа — 27 августа 2022 |                                                             |                  | |                                                      |
| Мастера автобронетанковой техники | Соревнование специалистов автотехнического и танкотехнического обеспечения | 13 августа — 27 августа 2022 |                                                             |                  | |                                                      |
| Эльбрусское кольцо                | Соревнование горных подразделений                                          | 13 августа — 27 августа 2022 |                                                             |                  | |                                                      |
| Верный друг                       | Соревнование специалистов служебного собаководства                         | 13 августа — 27 августа 2022 |                                                             |                  | |                                                      |
| Военно-медицинская эстафета       | Соревнование медицинского персонала                                        | 13 августа — 27 августа 2022 |                                                             |                  | |                                                      |
| Полевая кухня                     | Соревнование специалистов продовольственной службы                         | 13 августа — 27 августа 2022 |                                                             |                  | |                                                      |
| Страж порядка                     | Соревнование военнослужащих военной полиции                                | 13 августа — 27 августа 2022 |                                                             |                  | |                                                      |
| Военное ралли                     | Соревнование экипажей на автомобильной военной технике                     | 13 августа — 27 августа 2022 |                                                             |                  | |                                                      |
| Воин мира                         | Соревнование военно-профессионального мастерства военнослужащих            | 13 августа — 27 августа 2022 | Армения Дилижан                                             | 4                | Армения · Беларусь · Казахстан · Россия |                                                      |
| Соколиная охота                   | Соревнование экипажей БПЛА                                                 | 13 августа — 27 августа 2022 |                                                             |                  | |                                                      |
| Дорожный патруль                  | Соревнование инспекторов военной автомобильной инспекции                   | 13 августа — 27 августа 2022 |                                                             |                  | |                                                      |
| Аварийный район                   | Состязания аварийно-спасательных формирований                              | 13 августа — 27 августа 2022 |                                                             |                  | |                                                      |
| Конный марафон                    | Соревнование конных подразделений                                          | 13 августа — 27 августа 2022 |                                                             |                  | |                                                      |
| Полярная звезда                   | Соревнования подразделений специального назначения                         | 13 августа — 27 августа 2022 |                                                             |                  | |                                                      |
| Армия культуры                    |                                                                            | 13 августа — 27 августа 2022 |                                                             |                  | |                                                      |
| Тактический стрелок               | Комплекс военно-спортивных стрелковых состязаний                           | 13 августа — 27 августа 2022 |                                                             |                  | |                                                      |
| Саянский марш                     | Соревнование военнослужащих горных подразделений в зимних условиях         |                              |                                                             |                  | |                                                      |
| Меридиан                          | Соревнование специалистов топографической службы                           | 13 августа — 27 августа 2022 |                                                             |                  | |                                                      |
| Специальный рывок                 |                                                                            | 13 августа — 27 августа 2022 |                                                             |                  | |                                                      |
| Стальная магистраль               |                                                                            | 13 августа — 27 августа 2022 |                                                             |                  | |                                                      |

## Медальный зачет и рейтинг команд
| Общее количество медалей | Общее количество медалей | Общее количество медалей | Общее количество медалей | Общее количество медалей | Общее количество медалей | Общее количество медалей |
| Место                    | Страна                   | Количество конкурсов     | Золото                   | Серебро                  | Бронза                   | Всего                    |
| ------------------------ | ------------------------ | ------------------------ | ------------------------ | ------------------------ | ------------------------ | ------------------------ |
| 1                        | Россия                   |                          | 1                        |                          |                          |                          |
| 2                        |                          |                          |                          |                          |                          |                          |
| 3                        |                          |                          |                          |                          |                          |                          |